# Левшин, Дмитрий Дмитриевич
Дмитрий Дмитриевич Левшин (1854 — не ранее 1916) — тульский земский деятель, член Государственного совета.

## Биография
Происходил из старинного дворянского рода Тульской губернии. Сын ротмистра Дмитрия Ираклиевича Левшина и жены его Марьи Ивановны Фуфаевской. Землевладелец: родовые 100 десятин в Тульской губернии и приобретенные 100 десятин в Московской губернии, у жены — родовые 200 десятин в Тульской губернии.
По окончании Тульской гимназии поступил в Санкт-Петербургский технологический институт. В 1875 году начал службу вольноопределяющимся в лейб-гвардии Семеновском полку. Выдержав офицерский экзамен при 2-м военном Константиновском училище, был произведен офицером в тот же полк, в рядах которого участвовал в русско-турецкой войне 1877—1878 годов. За боевые отличия был награждён орденами Св. Анны 4-й степени с надписью «за храбрость» и Св. Станислава 3-й степени с мечами и бантом. В 1880 году поступил в Николаевскую академию Генерального штаба, курса которой не окончил.
В 1883 году вышел в запас и поселился в своем имении Ефремовского уезда, где посвятил себя сельскому хозяйству и общественной деятельности. В том же году был назначен непременным членом Ефремовского уездного по крестьянским делам присутствия (от губернского земства). В 1893—1905 годах был земским начальником 1-го участка Ефремовского уезда. В течение многих лет избирался гласным Ефремовского уездного и Тульского губернского земских собраний, а также почетным мировым судьей Ефремовского уезда. Некоторое время исправлял должность ефремовского уездного предводителя дворянства, также избирался депутатом дворянства.
Владел чистопородным Орловским рысистым конным заводом. Как коннозаводчик и знаток лошадей, принимал участие в сельскохозяйственной и конно-спортивной журналистике. В течение нескольких лет состоял старшим членом Императорского Московского общества поощрения рысистого коннозаводства, часто возглавляя это общество. Затем состоял вице-президентом Ефремовского общества поощрения коннозаводства и товарищем председателя Ефремовского общества сельского хозяйства.
В 1905 и 1906 годах участвовал в депутациях Тульского губернского земства и тульского дворянства. Был членом «Кружка дворян, верных присяге» и уполномоченным тульского дворянства на съездах Объединенного дворянства.
17 января 1913 года стал членом Государственного совета от дворянских обществ после смерти Д. К. Гевлича, как «подбалльный» (кандидат, по количеству баллов следующий за избранным). Входил в правую группу. Был членом нескольких особых комиссий по законопроектам. В 1915 году был избран в Особое совещания для обсуждения и объединения мероприятий по продовольственному делу. Позднее в том же году выбыл из состава Госсовета за окончанием срока полномочий.
В 1916 году был произведен в действительные статские советники. Дальнейшая судьба неизвестна.

## Семья
Был женат дважды. Первая жена — Екатерина Александровна, их дочь Марья (р. 1882).
С 1885 года был женат на Наталье Николаевне Елагиной (р. 1867). Их сыновья: Николай (р. 1886) и Александр (р. 1895)